# Conicobruchus bedfordi
Conicobruchus bedfordi là một loài bọ cánh cứng trong họ Bruchidae. Loài này được Pic miêu tả khoa học năm 1941.